# 세포 기억설
세포 기억설(영어: Cellular Memory)이란 장기 이식 수혜자들에게 나타나는 증상으로 기증한 사람의 성격이나 습관이 수혜자에게 전이된다고 주장하는 의사과학이다. 세포 기억설은 애리조나 주립 대학교의 심리학 교수인 게리 슈왈츠(Gery Schwartz)에 의해 처음 주장되었다.

## 개요
게리 슈왈츠는 인간의 장기 속의 세포는 기억 기능이 있어 이 기억이 전이될 수 있다는 세포 기억설을 주장하였다. 사람의 생활 습관, 식성, 관심분야, 일종의 단편 기억 등이 뇌 뿐만 아니라 인체의 세포속에도 저장된다는 주장이다. 게리 슈왈츠 교수는 20년간 장기이식을 받은 사람을 연구하여 70여건의 사례를 발견하였다고 주장하였으나 진지한 과학으로 인정되지는 않는다.

## 실례
다음은 게리교수가 관찰하였다고 주장하는 사례이다.
- 사례 1 - 제니퍼(7세)

심장 이식 수술 후 알 수 없는 악몽을 꾸게 되었다. 제니퍼가 꾸는 꿈은 살인자에게 살해 당하는 꿈이었다. 
정신과 치료도 소용없어 제니퍼의 부모는 제니퍼를 경찰에 데려 가게 된다. 그리고 꿈속의 살인자의 몽타주를 그려 결국 자신이 이식받은 심장의 주인인 랄프라는 소년의 살해범을 잡게 된다. 
- 게리 슈왈츠 교수의 논문 중 발췌
- 사례 2 - 윌리엄 쉐리던(63세)

심장 이식 수술후 그림에 대해 월등한 능력을 발휘하게 된다. 이전에는 거의 초등학생 수준이었던 윌리엄은 심장 이식 수술후 창조적인 그림 실력을 보여 주기 시작한다. 놀랍게도 월리엄에게 심장을 이식해준 사람은 교통사고로 숨진 케이스 네빌이란 사람으로 그는 24세의 젊은 아마추어 화가였다.
- 뉴욕포스트 중 발췌
- 사례 3 - 쉐릴 존슨(37세)

신장 이식후 독서 스타일이 변화하였다. 평소 연예인이나 가쉽거리 관련 잡지만 좋아하던 쉐릴은 신장 이식 후 도스토옙스키와 제인 오스틴의 소설을 즐겨 읽게 되었다. 
- 데일리메일UK 중 발췌
- 사례 4 - 소니 그레엄

소니 그레엄은 자살로 생을 마감한 테리 코들의 심장을 이식 받게 된다. 시한부 삶을 살던 소니는 새로운 심장을 이식 받고 건강을 회복하여 새로운 삶을 살게 되었다. 그런데 13년후 소니는 돌연 자살을 하게 된다. 더욱 놀라운 것은 자살한 방법이 테리 코들과 동일한 방법이었다.
- 데일리메일UK 중 발췌

## 과학적 소견
그러나 세포 기억설에 대한 의학적, 과학적 소견은 아직 냉담하다. 심리학자들은 이런 셀룰러 메모리를 인식하고 입증하기 위해 노력하지만 아직 과학적 결론을 이끌어 내지는 못했다.